# Испикский сельсовет
Испикский сельсовет  — административно-территориальная единица и муниципальное образование со статусом сельского поселения в Сулейман-Стальском районе Дагестана Российской Федерации.
Административный центр — село Новый Испик.

## Население
| 2002  | 2010  | 2012  | 2013  | 2014  | 2015  | 2016  |
| ----- | ----- | ----- | ----- | ----- | ----- | ----- |
| 1693  | ↗1696 | ↘1659 | ↘1602 | ↘1551 | ↘1511 | ↘1509 |
| 2017  | 2018  | 2019  | 2020  | 2021  | 2023  | 2024  |
| ↘1483 | ↘1436 | ↘1428 | ↘1409 | ↗1515 | ↘1508 | ↘1497 |
| 2025  |       |       |       |       |       |       |
| ↘1486 |       |       |       |       |       |       |

## Состав
| № | Населённый пункт | Тип населённого пункта       | Население |
| - | ---------------- | ---------------------------- | --------- |
| 1 | Асаликент        | село                         | ↘323      |
| 2 | Испик            | село                         | ↘1148     |
| 3 | Новый Испик      | село, административный центр | ↗921      |
| 4 | Сальян           | село                         | ↘44       |